# GolTV
GolTV  es un canal de televisión por suscripción estadounidense cuya programación es únicamente deportiva.

## Canal
Es bilingüe, transmitiendo tanto en español, como en inglés. Cuenta con relatores y conductores de habla hispana, como de inglés, los cuales relatan los partidos y programas en vivo. Por esta razón, algunos proveedores de televisión deciden ofrecer el canal como 2 señales separadas con una sola pista de audio disponible, mientras que otras operadoras venden el canal con las dos pistas incluidas, las cuales pueden ser habilitadas por medio del decodificador. El canal posee los derechos para transmitir la Primeira Liga, los partidos de la Primera División de Uruguay y la Serie A de Ecuador.

## Historia
GolTV inicia sus transmisiones el 1 de febrero de 2003 en Estados Unidos, Florida. Como un canal únicamente deportivo. Es propiedad de la empresa uruguaya Tenfield y es operado por GolTV Inc.

### Programación
- Primeira Liga
- Copa de los Países Bajos
- Supercopa de los Países Bajos
- Primera División de Uruguay
- Primera División del Perú (solo los partidos de local de Sport Boys y Universitario)

### GOL TV HD
GOL TV HD es una transmisión simultánea de alta definición 1080i de GOL TV que se lanzó el 1 de agosto de 2010. Time Warner Cable en Nueva York lo agregó el 27 de agosto de 2010.

## Vóces
Bruno Piñero: Relator principal en español. 
Primera Liga de Portugal, Copa de los Países Bajos y Supercopa de los Países Bajos son algunos de los eventos de GolTV con relatos de Bruno Piñero. También es la voz en español de "Tu Fútbol Uruguay".
Mauricio Raggiotto: Comentarista principal en español. También es la voz de "Portugol" y "GoGoGoal".
Nino Torres: Relator principal en inglés.
Piero Montalvo: Relator en inglés. 
Manuel Oyola: Relator en inglés.
Juan Pablo Borges: Locutor general y voz en inglés de Portugol, Tu Fútbol Uruguay y GoGoGoal.